# Lepidothyris fernandi
Lo scinco di fuoco (Lepidothyris fernandi (Burton, 1836)) è un sauro appartenente alla famiglia degli Scincidi,  diffuso in Africa occidentale.

## Descrizione
È uno scinco di notevoli dimensioni, lungo sino a 37 cm, di cui oltre la metà spettano alla coda. Ha un corpo robusto, subcilindrico; le zampe sono relativamente corte ma sviluppate, dotate di cinque dita sottili; la coda è altrettanto robusta del corpo, affusolata all'estremità.
Deve il suo nome comune alla colorazione rosso vivo dei fianchi e al dorso dorato, che evocano l'immagine di lingue di fiamma.

## Biologia
Ha abitudini fossorie.
È una specie ovipara.

## Distribuzione e habitat
Lepidothyris fernandi è un endemismo delle foreste tropicali dell'Africa occidentale.

## Tassonomia
Sono note due sottospecie:
- Lepidothyris fernandi fernandi (Burton, 1836)
- Lepidothyris fernandi harlani (Hallowell, 1844)

Le popolazioni presenti in Africa centrale e orientale sono considerate specie a sé stanti, rispettivamente Lepidothyris hinkeli e Lepidothyris striatus.